# أندريس كوردوفا
أندريس كوردوفا (بالإسبانية: Andrés F. Córdova) (و. 1892 – 1983 م) هو سياسي، وبروفيسور (أستاذ جامعي) من الإكوادور .